# Carlos Calvo
Carlos Calvo Sobrado (Madrid, 18 settembre 1985) è un ex calciatore spagnolo, di ruolo attaccante.

## Carriera

### Club
Esterno d'attacco trasferitosi all'Udinese, viene ceduto subito in prestito al Granada.
Nel 2018 passa allo Jamshedpur, squadra militante nella Indian Super League.